# Kai Karnøes optagelser fra Grønland
|  | Denne artikel er oprettet af botten Steenthbot ud fra en ekstern database. Den kan derfor have sproglige fejl eller mangler. Denne skabelon kan fjernes efter kontrol af indholdet. |

Kai Karnøes optagelser fra Grønland er en dansk dokumentarisk optagelse fra 1947.

## Handling
Læge Kai Karnøes privatoptagelser fra Aasiaat (Egedesminde) i Grønland, hvor han var vikarierende distriktslæge i 1948. Afrejsen fra Københavns Havn med M/S Disko 20. maj. Ankomst til Aasiaat. Byen fejrer konfirmander foran kirken. Familien Karnøes embedsbolig. En hval er landet på klipperne, det samler byens indbyggere. Sygehuset med liggehal til tuberkulosepatienter, kulhus, forrådshus og vaskehus. Den okkergule privatbolig med Ellen Margrethe Karnøe og børnene. Officielt ministerbesøg af Hans Hedtoft, som ankommer med marinens skib "Niels Ebbesen" med en mindre delegation.
Optagelserne er ukommenterede og af svingende kvalitet, men indeholder en sekvens midt i med farveoptagelser.

## Medvirkende
- Hans Hedtoft